# The Dukes of Stratosphear
The Dukes of Stratosphear waren ein von 1985 bis 1987 benutztes Pseudonym der britischen New-Wave-Formation XTC.

## Geschichte
Mit ihren Alben 25 O’Clock von 1985 und Psonic Psunspot von 1987 griffen The Dukes of Stratosphear auf parodistische Art die Musik des Psychedelic Rock der sechziger Jahre auf und leisteten damit ihren Beitrag zum Revival der Musik von Bands wie The Beatles, The 13th Floor Elevators, Pink Floyd, The Electric Prunes und The Pretty Things. Beide Alben wurden 1987 zusammengefasst unter dem Titel Chips from the Chocolate Fireball auf CD veröffentlicht.
Diese Schaffensphase war ein eher „XTC-untypischer“ Tribut an die 1960er Jahre. Im Gegensatz zu den oftmals sozialkritischen und im Vereinigten Königreich schwer verkäuflichen Texten aus der Feder von Andy Partridge unter dem Namen XTC, wurden die Veröffentlichungen der Dukes Of Stratosphear vom Publikum in England überraschend gut angenommen.
The Dukes of Stratosphear erlebten 2003 eine kurze Auferstehung, um den Song – Open a Can (Of Human Beans) – für die Compilation The Wish List der Multiple Sklerose Gesellschaft aufzunehmen. Das Stück wurde später von Andy Partridge auf Fuzzy Warbles Volume 7 (2006) veröffentlicht.

## Erwähnenswertes
- Es scheint, dass die Single Hilly Fields (1982) von Nick Nicely[5] (einem britischen Psychedelic-Rock-Künstler) einen Einfluss auf The Dukes of Stratosphear hatte.[6]
- Unter dem weiteren Pseudonym Terry and the Lovemen spielten sie für das Tribut-Album A Testimonial Dinner als angebliche Coverversion den zuvor unveröffentlichten Song The Good Things ein[7] und dankten ihrem Alter Ego ‚augenzwinkernd‘ „für das Ausleihen der Instrumente“[2] – Britischer Humor par excellence.

## Diskografie
- 1985 – 25 O’Clock (Vinyl-EP) – Virgin Records
- 1987 – You’re a Good Man Albert Brown (Single) – Virgin Records
- 1987 – Psonic Psunspot – Virgin Records (zeitgleich mit der nachfolgenden CD veröffentlicht)
- 1987 – Chips from the Chocolate Fireball (CD, beinhaltend 25 O’Clock und Psonic Psunspot) – Virgin Records
- 2006 – Open a Can (Of Human Beans) (auf Andy Partridges Fuzzy Warbles Volume 7 veröffentlicht)